# Aristoloqueno sintasa
La aristoloqueno sintasa (EC 4.2.3.9) es una enzima que cataliza la siguiente reacción química:
Por lo tanto, esta enzima posee un único sustrato, el 2-trans,6-trans-farnesil difosfato, y dos productos, aristoloqueno y difosfato.

## Clasificación
Esta enzima pertenece a la familia de las liasas, más específicamente a aquellas liasas carbono-oxígeno que actúan sobre fosfatos.

## Nomenclatura
El nombre sistemático de esta clase de enzimas es 2-trans,6-trans-farnesil-difosfato difosfato-liasa (cicladora, formadora de aristoloqueno). Otros nombres de uso común pueden ser sesquiterpeno ciclasa, trans,trans-farnesil difosfato aristoloqueno-liasa, trans,trans-farnesil-difosfato difosfato-liasa (cicladora,, y formadora de aristoloqueno).

## Papel biológico
Esta enzima participa en la biosíntesis de terpenoides. Esta enzima podría utilizar un modelo de regulación alostérica de tipo morfeína para el control de su función.

## Estudios estructurales
Hasta el año 2007, se habían resuelto dos estructuras para esta clase de enzimas, las cuales poeseen los códigos de acceso a PDB siguientes: 2E4O y 2OA6. Estas dos estructuras son notables por el alto contenido de hélices que poseen.